# John Constantine (Hellblazer)
John Constantine (Liverpool, Inglaterra, 10 de Maio de 1953) é um anti-herói, protagonista da série de banda-desenhada Hellblazer (algo como "desbravador do inferno", em inglês). John Constantine foi criado por Alan Moore, Stephen Bissette e John Totleben, tendo aparecido pela primeira vez em Swamp Thing #37 (junho de 1985), revista própria do Monstro do Pântano. As histórias de John são, geralmente, ligadas à magia, ocultismo e/ou ao sobrenatural. É uma publicação do selo Vertigo pertencente à editora DC Comics.

## Constantine
Arrogante, negligente, perfeccionista, individualista, John Constantine tem vastos conhecimentos sobre ocultismo, demonologia e outros assuntos obscuros. O personagem de John Constantine foi criado por Alan Moore, como apenas um mero figurante da revista Monstro do Pântano, mas que depois se popularizou rapidamente. Foi concebido por Moore para satisfazer o pedido dos então desenhistas da revista, Stephen Bissette e John Totleben, de ter um personagem fisicamente parecido com o cantor Sting nas histórias. Um ano depois da sua primeira aparição, ganhou a sua própria revista, Hellblazer. A primeira equipa criativa foi composta por Jamie Delano nos roteiros e John Ridgway nos desenhos. Ao longo de toda a sua publicação, Constantine já teve histórias criadas por alguns dos mais célebres autores de banda-desenhada.

### Autores deHellblazer/Constantine
Hellblazer-Roteiristas
- Hellblazer#1–24: Jamie Delano
- Hellblazer#25–26: Grant Morrison
- Hellblazer#27: Neil Gaiman
- Hellblazer#28–31: Jamie Delano
- Hellblazer#32: Jamie Delano e Dick Foreman
- Hellblazer#33–40: Jamie Delano
- Hellblazer#41–50: Garth Ennis
- Hellblazer#51: John Smith
- Hellblazer#52–83: Garth Ennis
- Hellblazer#84: Jamie Delano
- Hellblazer#85–88: Eddie Campbell
- Hellblazer#89–128: Paul Jenkins
- Hellblazer#129–133:  Garth Ennis
- Hellblazer#134–143: Warren Ellis
- Hellblazer#144–145: Darko Macan
- Hellblazer#146–174: Brian Azzarello
- Hellblazer#175–215: Mike Carey
- Hellblazer#216–228: Denise Mina
- Hellblazer#229: Mike Carey
- Hellblazer#230-244: Andy Diggle
- Hellblazer#245-246: Jason Aaron
- Hellblazer#247-249: Andy Diggle
- Hellblazer#250: Jamie Delano, Brian Azzarello, Dave Gibbons, China Miéville e Peter Milligan
- Hellblazer#251-300: Peter Milligan[1]

Hellblazer-Desenhistas
- John Ridgway (1–9)
- Richard Piers Rayner (10–16)
- Mike Hoffman (13, 17, 48)
- Mark Buckingham (18–22)
- Ron Tiner (23–24, 28–30)
- David Lloyd (25–26, 56, 250)
- Dave McKean (27, 40)
- Sean Phillips (31, 34–36, 51, 84–100, 102–107, 109–120, 250)
- Steve Pugh (32–33, 37–39)
- Will Simpson (41–47, 50, 52–55, 59–61, 75)
- Steve Dillon (49, 57–58, 62–76, 78–83, 157, 175–176, 200)
- Peter Snejbjerg (77)
- Al Davison (101)
- Charles Adlard (108)
- Warren Pleece (121–128)
- John Higgins (129–139)
- Frank Teran (140)
- Tim Bradstreet (141)
- Javier Pulido (142)
- James Romberger (142)
- Marcelo Frusin (143, 151–156, 158–161, 164–167, 170–174, 177–180, 184–186, 189–193, 197–200)
- Gary Erskine (144–145)
- Richard Corben (146–150)
- Guy Davis (162–163)
- Giuseppe Camuncoli (168–169, 206, 243-244, 250, 251-253, 256-258, 261-265, 267-275, 277-278, 281, 283, 285-290, 293-300)
- Stefano Landini (250, 256-258, 261-264, 267)
- Jock (181)
- Lee Bermejo (182–183)
- Doug Alexander Gregory (187–188)
- Leonardo Manco (194–195, 200–205, 207–212, 214–222, 224–228, 230-242, 247-249)
- Chris Brunner (196)
- Frazer Irving (213)
- Cristiano Cucina (223)
- John Paul Leon (229)
- Daniel Zezelj (238)
- Sean Murphy (245-246)
- Goran Sudžuka e Rodney Ramos (254-255)
- Simon Bisley (259-260, 265-266, 272-273, 276, 282, 292, )
- Gael Bertrand (280, 284, 291)

Constantine- Roteiristas
- Constantine#1–4: Ray Fawkes e Jeff Lemire
- Constantine#5– actualmente: Ray Fawkes

Constantine- Desenhistas
- Constantine#1–3: Renato Guedes[2]
- Constantine#4: Fabiano Neves
- Constantine#5-6: Renato Guedes
- Constantine#7: Szymon Kudranski
- Constantine#8: ACO
- Constantine#9: ACO e Beni Lobel
- Constantine#10: Beni Lobel
- Constantine#11: ACO
- Constantine#12: Beni Lobel
- Constantine#13: ACO
- Constantine#14: Edgar Salazar
- Constantine#15: ACO
- Constantine#16-17: Edgar Salazar
- Constantine#15- actualmente: Jeremy Haun

### Passado de Constantine
Durante o início da década de 80, Constantine já havia dado seus primeiros passos no mundo da magia. A sua convivência com os hippies no fim dos anos 70 (largamente apresentada na história Love Street) já apresentava um Constantine com certa afinidade com o tarot e a magia. Conta-se que teria financiado todo um festival de rock com dinheiro ganho numa aposta em que acertou o dia e a hora exactos do ataque cardíaco que matou Lyndon Johnson. Em 1982, John Constantine funda sua própria banda e se torna baterista. É com essa banda que ele procurou o Clube Casanova, onde teve seu fatídico encontro com Nergal.

### Newcastle
Na cidade inglesa de Newcastle, aconteceu o evento mais significante do passado de Constantine. Lá ficava o clube Casanova, onde John e sua banda (Mucous Membran) foram procurar por trabalho. Encontraram o clube deserto e restos de corpos no porão. A única pessoa viva no lugar era Astra Logue, a filha do proprietário, que estava em choque. Ela conta a John os abusos que seu pai lhe infligia e como, quando não aguentava mais essa situação, um ser demoníaco pareceu brotar do seu sofrimento.
Constantine, que já conhecia magia na época, decidiu invocar um outro demónio para enfrentar a criatura. Ele e seus amigos tentam conjurar o demónio Sagatana, mas um erro no ritual faz com que o demónio invocado fosse outro. Esse demónio, Nergal, consegue destruir facilmente o outro e aproveita o facto de não estar sendo controlado por John para levá-lo juntamente com Astra para o Inferno (no ocultismo real, é necessário saber o nome do demónio para o controlar). Constantine conseguiu imediatamente escapar do Inferno, ficando Astra para trás. Alguns autores escrevem que vislumbrar o inferno e a culpa por não conseguir salvar Astra, custaram a Constantine a sua sanidade. Outros autores escrevem Constantine como o assassino de Astra, sendo essa razão por se tornar um criminoso demente. Na última década, a segunda opção da versão tem sido a mais promovida pela editora, tornando-se praticamente a versão oficial. Nenhuma das versões altera o facto de que após esses acontecimentos, Constantine passou dois anos internado no hospício de Ravenscar, na ala de criminosos dementes.
Descontente com a fuga de Constantine, Nergal amaldiçoa-o e aos seus amigos, acabando por morrer um a um após o acontecimento de Newcastle. Os fantasmas dos amigos de Constantine ainda o procuram continuamente.

## Histórias
As histórias são geralmente constituídas apenas de conversas, mas sempre num contexto sobrenatural. Sempre acompanhado pelos seus amigos, todos eles também envolvidos com o mundo do sobrenatural, Constantine enfrenta demónios, vampiros, fantasmas, entre outros seres do sobrenatural. Na maioria das suas aventuras, conta com a ajuda seu amigo taxista Chas, com quem briga constantemente. Já tendo mesmo enganado o Diabo para poder escapar de um câncer de pulmão, John Constantine é um mago individualista que não hesita em insultar anjos, fazer gestos obscenos aos demónios e arriscar vidas alheias, tendo apenas como objectivo salvar a própria pele.

## Genealogia
Apesar de ser pouco conhecida por grande parte dos leitores, por estar espalhada em diversas revistas (inclusive em outros títulos, como Sandman), a genealogia da família Constantine é longa ainda que nebulosa. Muitos de seus parentes estão predestinados, tal como ele, a se envolverem com ocultismo, magia e intrigas.
Entre os seus ascendentes existiram: uma Johanna Constantine que viveu na França e de certa forma se envolveu na Revolução Francesa a serviço do Sonho; um Willian Constantine que participou na 1ª Guerra Mundial, sendo morto pela entidade "rei dos vampiros" apesar de (ao contrário do habitual na sua família) não ter qualquer intimidade com a magia e o ocultismo; um Harry Constantine que participou junto de Oliver Cromwell na invasão da Irlanda, passando cerca de trezentos anos como enterrado vivo devido a uma maldição e sendo desenterrado por Jonh Constantine por duas vezes, onde na primeira foi em busca de conhecimento sendo posteriormente enterrado, onde na segunda terá sido para um desabafo tendo-o posteriormente morto por via da magia.
Terá também existido um Constantine que terá sido contemporâneo do Imperador Justiniano, outro Constantine que terá vivido nos primeiros anos da Rússia aquando da invasão mongol da Rússia e um outro que ainda teria sido o sucessor do místico rei Arthur.